# Dia da Fita Preta
 O Dia Europeu da Memória das Vítimas do Estalinismo e Nazismo, também conhecido como "Dia da Fita Preta" é celebrado todo dia 23 de Agosto em alguns países.
Ele foi instituído em 2008 e 2009 pelo Parlamento Europeu mediante a Declaração de Praga sobre Consciência Europeia e Comunismo como um "Dia Europeu da Memória das vítimas de todos regimes autoritários e totalitários, a ser comemorado com dignidade e imparcialidade".

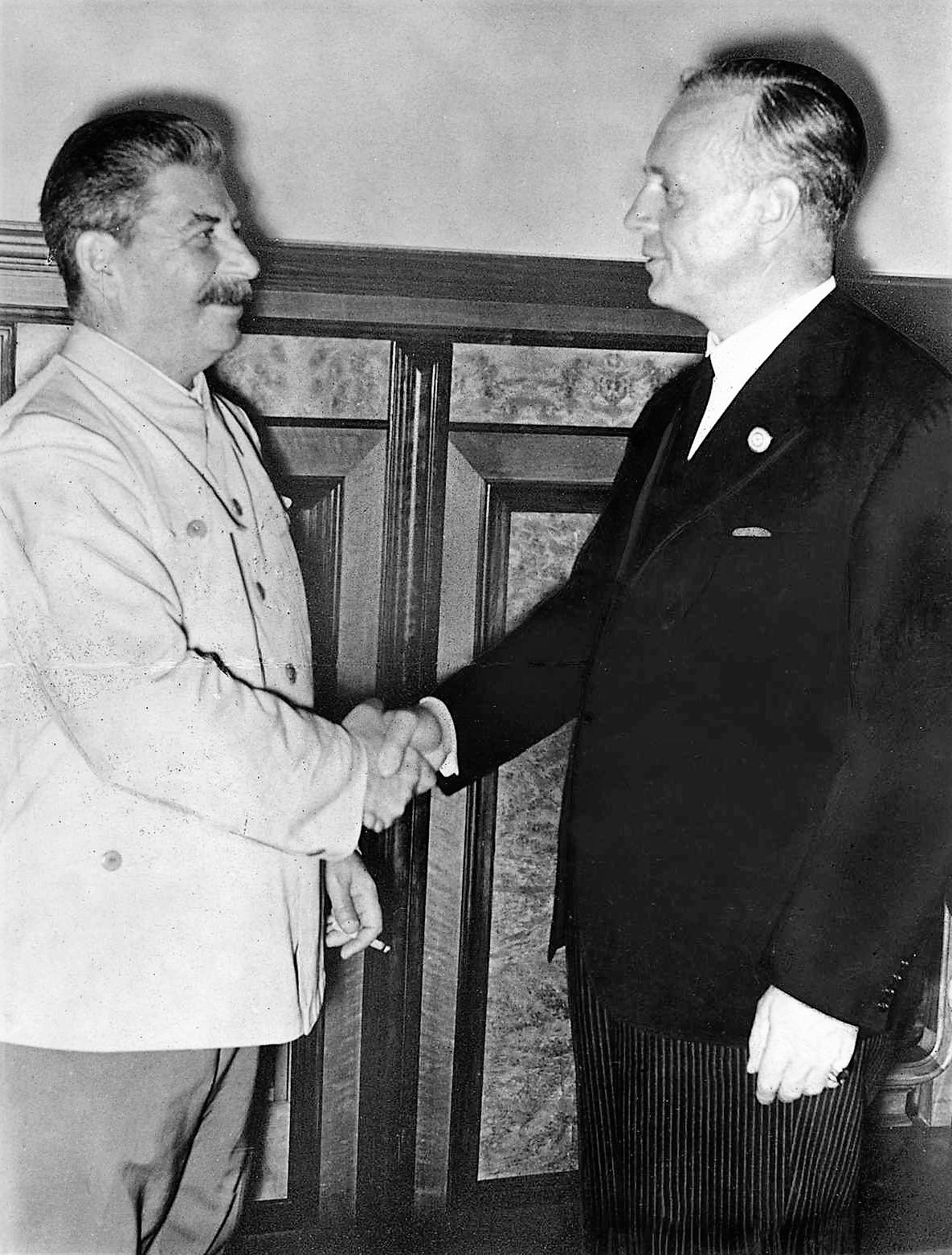
Stalin e Ribbentrop na assinatura do pacto

A data foi escolhida porque coincide com o dia em que o Pacto Ribbentrop-Molotov foi firmado, em que a União Soviética e a Alemanha Nazista concordaram em dividir a Europa Oriental.
Este dia de lembrança originou-se dos protestos pelas vítimas do comunismo e sua ocupação na Europa, na década de 80, iniciado por refugiados canadenses de países ocupados pela União Soviética, o que depois levou a Cadeia Báltica, durante as revoluções de 1989, que anunciavam o colapso da União Soviética.